# Seven Churches
Albums de Possessed
Demo 1985
(1984) Beyond the Gates
(1986)
Seven Churches est le premier album du groupe de death metal américain Possessed. L'album est sorti le 16 octobre 1985 sous le label Relativity Records.
Le titre de l'album est une référence aux Sept Églises d'Asie, mentionnées dans le livre de l'Apocalypse.
Les titres Burning in Hell, Evil Warriors et Death Metal étaient sur et composaient la liste des titres de la démo du groupe intitulée Death Metal. C'est le nom de cette démo, ainsi que son titre éponyme qui est présent sur cet album, qui ont contribué à donner le nom au genre death metal.

## Impact sur la scène metal
Cet album est généralement considéré comme étant le premier album de death metal (bien que la présence de Scream Bloody Gore du groupe Death, influencé par Possessed, puisse mettre cela en cause), même si certains éléments de thrash metal se font encore entendre. Cet album marque le début de l'émancipation du genre death metal par rapport au thrash metal et définit le son propre à ce style.
Seven Churches se distingue nettement des albums de metal sortis précédemment. En effet, la brutalité du son, la haute technicité des guitaristes et du batteur, ainsi que la voix de Jeff Becerra, extrêmement agressive pour l'époque, n'ont jamais été entendues auparavant. C'est pour cela que l'album est très souvent mentionné comme référence par de très nombreux groupes de metal extrême.[réf. nécessaire]

## Musiciens
- Jeff Becerra − chant, basse
- Larry LaLonde − guitare
- Mike Torrao − guitare
- Mike Sus − batterie

## Liste des morceaux
1. The Exorcist – 4:51
2. Pentagram – 3:34
3. Burning in Hell – 3:10
4. Evil Warriors – 3:44
5. Seven Churches – 3:14
6. Satan's Curse – 4:15
7. Holy Hell – 4:11
8. Twisted Minds – 5:10
9. Fallen Angel – 3:58
10. Death Metal – 3:14